# Хэй, Карли
Карли Хэй (англ. Karlie Hay; род. 12 декабря, 1997 года) — американская модель и победительница конкурса красоты для девушек подростков Юная мисс США 2016. Стала первой обладательницей короны с 2011 года от штата Техас.

## Биография
Родилась 12 декабря 1997 года, в городе Томболл, штат Техас. Ребёнком, столкнулось с тем, что некоторые её семьи злоупотребляли алкоголизмом и наркотиками. В 2016 году окончила Tomball High School, где была чирлидиршой. Планирует поступать в Техасский университет A&M, по специальности бизнес.

## Участие в конкурсах красоты

### Юная мисс Техас 2016
Представляла город Kemah на конкурсе красоты Юная мисс Техас. 29 ноября 2015 года, получила из рук прошлой победительницы Хлои Кембл корону. Первой Вице Мисс стала Текла Маккарти, представлявшая город Ла-Грейндж.

### Юная мисс США 2016
30 июля 2016 года, стал победительницей Юная мисс США 2016, получив корону из рук победительницы 2015 года — Кэтрин Хаик. Обошла Эмили Уэйкман из штата Северная Каролина, которая стала Первой Вице Мисс.

#### Скандал
Вскоре, после вручения короны Юной мисс США 2016. В сети появились скриншоты сообщений из её аккаунта Twitter, написанные ею в период между 2013 и 2014 годами. Где она использовала такие слова, как "nigga" и "nigger". Это вызвало возмущение среди фанатов, которые обвинили победительницу в расизме. Ками Крауфорд победительница 2010 года, осудила Карли Хэй за то, что она не очистила свой аккаунт до того, как получила корону. Извинилась за содержание сообщений в учётной записи и что она "не гордится этим и не ищет оправданий".